# Јоца Вујић
Јован Јоца Вујић (Сента, 13. јул 1863 — Београд, 12. септембар 1934) био је колекционар уметнина, библиофил, велики добротвор српског народа, велепоседник и власник првог приватног музеја код Срба.
Његова заоставштина налази се у Градском музеју Сенте, Матици српској у Новом Саду, Универзитетској библиотеци „Светозар Марковић” и Удружењу за културу, уметност и међународну сарадњу „Адлигат” у Београду.

## Биографија

### Детињство и школовање
Јоца Вујић рођен је 1. јула 1863. године по старом, односно 13. јула по новом календару у Сенти у Војводини, тадашњем Аустријском царству, као најмлађе од шесторо деце Саве Вујића, адвоката и велепоседника, и мајке Терезије (Тереске), рођене Мудрић. Име по рођењу било му је Јован, али је током година живота прихватио надимак као име, тако се потписивао и постао познат у јавности.
Одмалена је имао склоност према учењу, а на рано осамостаљивање велики је утицај имао губитак мајке у раном детињству, када му је било седам година. При образовању је имао изванредне резултате, нарочито се истичући у рачуну. Школовао се прво у српској основној школи у свом родном месту, а с обзиром да је живео у вишенационалној средини, након четири разреда српске школе уписао се у мађарску основну школу да би научио мађарски језик.
Године 1873. уписао је средњу грађанску школу у Сенти и ту је завршио три разреда, учећи притом немачки и латински. Четврти разред гимназије завршио је код пијариста у Сегедину. Осим математике, вредно је учио и веронауку и у томе се такође истицао. Свог вероучитеља Ису Зубина касније је сматрао заслужним за своје добро образовање и васпитање.
У септембру 1877. године уписао је гимназију у Пожуну (данашња Братислава). О томе какав је утицај овај град оставио на њега, Јоца Вујић записао је у својим дневницима: „Пожун је ударио жиг на мој будући живот. Тамо сам се научио на културан, трезвен грађански живот, ту сам видео како се живи у немачким грађанским породицама, код наше куће у Сенти није уопште било фамилиарног живота. У Пожуну сам добио вољу за сакупљање старина и љубав за старине и за прошлост, та Пожун је сам по себи један музеј старина. У Пожуну се развио у мени мој претерани српски национализам, љубав према Српству и неисказана тежња да порадим и све своје силе употребим за културни напредак мога у сваком погледа заосталог Српства." На буђење национализма у Јоци утицали су и значајни историјски догађаји овог периода, попут Невесињског устанка, Српско-турског рата и Руско-турског рата.

### Студије
Уписао је 1881. године Филозофски факултет Универзитета у Бечу. Током свог кратког боравка у аустријској престоници, на једној изложби упознао је касније чувеног сликара Уроша Предића, са којим је остао пријатељ током целог живота, а који га је 1926. године и портретисао. Студије је наставио у Алтембургу 1882. године на Агрономској академији. На ову одлуку утицала је смрт његове сестре Иде, због које је Јоца одлучио да се посвети економским наукама и имању свога оца.
Поред старања о имању и студирања, Јоца Вујић је обављао путовања широм Европе, а 1883. године по први пут је посетио Београд, током једномесечног обилажења Србије са братом. Ово путовање још је даље продубило његову љубав према старинама, али и проучавању националне историје и очувању српског народног блага, и представља зачетке његовог дугогодишњег колекционарства. По завршетку 1885. године вратио се у Сенту, на део породичног имања које је добио од оца.

### Друштвено ангажовање
Од тренутка када је почео самостално да води имање, Јоца је узео учешћа и у јавном животу Сенте. Са свега двадесет шест година изабран је за председника Српске православне црквене и школске општине у Сенти и на том положају задржао се двадесет година. Током две деценије, значајно је унапредио црквену општину, обновљене су све црквене зграде, а посебна пажња била је усмерена и на вероисповедне школе.
Годинама је био члан Управног одбора Матице српске и Друштва за српско позориште у Новом Саду, која је помагао морално и финансијски. Матици српској још је за живота поклонио 50 слика које су касније представљале основу за отварање Галерије Матице српске. У време Првог балканског рата 1912. године, Јоца Вујић поклонио је српској војсци и Црвеном крсту робе и хране у вредности од 20.000 златних круна. Касније је због овог геста одликован високим српским одликовањем Ратном споменицом из балканских ратова и одликовањем Црвеног крста. Био је покретач оснивања Српског клуба у Сомбору који се борио за бољи живот Срба у Бачкој, још пре почетка Првог светског рата.
Током Великог рата, услед несугласица са мађарским властима, склонио се из Сенте у Пешту и тамо остао до краја рата. Након повратка у свој родни град, одабран је за делегата Сенте и учествовао је у раду Велике народне скупштине у Новом Саду, која је у новембру 1918. године прогласила отцепљење Војводине од Аустроугарске и уједињење са Краљевином Србијом. Тада је одабран за члана делегације која је ту одлуку требало да саопшти српској влади у Београду. Године 1926. одабран је за народног посланика Сенте.
За свој заслужни национални рад Вујић је био одликован више пута, између осталог и орденима Светог Саве IV, III и II реда, као и орденима Југословенске Круне и Белог Орла.

### Приватан живот
Јоца Вујић био је ожењен Валеријом Винце, са којом је имао двоје деце, Даринку и Јована. По његовој жељи, из љубави према супрузи, унуцима је придодато презиме Винце. Његов син Јован имао је троје деце - Иду, Василија и Даринку. Унук Василије Винце Вујић, са својом супругом Тањом Крагујевић, основао је Збирку Јоце Вујића у оквиру породичног легата у Удружењу „Адлигат”.
Преминуо је у Београду, 31. августа по старом календару, односно 12. септембра по новом, а сахрањен је три дана касније у Сенти.

## Музеј Јоце Вујића
Јоца Вујић је више од педесет година сакупљао по земљи и иностранству књиге, рукописе и писане споменике који се односе на српску историју, књижевност и културу, као и значајне предмете, уметничке слике и разне друге уметнине од националног значаја. Бавио се и нумизматиком, а његова библиотека, архива и галерија слика представљали су тада најбогатију приватну збирку у земљи, од које је Јоца у својој кући у Сенти направио први приватни музеј код Срба – Музеј Јоце Вујића. О овом је Музеју још 1925. године опширно у Политици писао Милан Л. Поповић, где, између осталог каже:
„У мноштво соба, дворана и просторија приватне куће г. Вујића скривено је приватном иницијативом деценијама скупљано благо српске националне уметности. Домаћа књижевност, национално сликарство, старо српско оружје и новци, изванредно ретки екзамплари стародревних српских књига, повеља, докумената, преписка знаменитих људи и књижевника, оригинални закони, синђелије, дипломе, рукописи, писма и старине, бакрорези, литографије, скице и реткости најстаријих времена, као жуто класје са богатих њива, представљају плод брижљивог, смишљеног, систематски вршеног рада на прикупљању књига, слика и наших старина. По савршено удешеном каталогу, по годинама и бројевима, синтетично и уредно смештене су у дванаест соба књиге и слике, старине и оружје Музеја Јоце Вујића у Сенти.”
Захваљујући Вујићевој педантности, сви предмети у Музеју били су пописани и заведени у свесци са насловом Каталог Музеја Јоце Вујића. Каталог је био подељен на четири одељка: први Галерија слика, други Цртежи, трећи Штампане слике, фотографије и неколико цртежа и последњи одељак Оружје, накит, гусле, посуђе и народни радови. Инвентар је садржао 1405 инвентарних јединица. За библиотеку и архиву имао је засебне каталоге, такође подељене на разне одељке.

### Библиотека
Библиотека Јоце Вујића бројала је преко десет хиљада књига и двадесет хиљада свезака. Већина тих дела односила се на историју, књижевност и културни живот Срба и свих Југословена. У његовој библиотеци налазила су се и стара издања глагољских, хрватских, дубровачких и словеначких реткости, као и многобројна историска дела писана на латинском или немачком језику из 15-18. века, у којима се говори о српској прошлости. Нарочито су добро биле заступљене најстарије српске књиге, многобројни листови и часописи од 18. до краја 19 века. Јоца Вујић сачувао је многе уникате и најређе књиге, од великог значаја за проучавање целокупног културног и националног живота Срба. Осим историјских књига, у библиотеци су била заступљена и научна, литерарна, теолошка, географска, политичка, економска и етнографска дела из 18. и 19. века. Библиотека је имала свој инвентар по писцима и цедуљама с натписима књига и писаца, а око 1930. године вредела је, према процени Вујића, око четири милиона тадашњих динара.

### Архива
Осим књига, Јоца Вујић марљиво је током година прибрао са разних страна и разноврсне и значајне документе, рукописе, повеље, писма и друго. Тако је његова библиотека добила и карактер историјског архива, а у богатој ризници били су и документи стари преко пет деценија, почевши од 14. па све до 19. века. Између осталог, Вујић је прикупио и лепо сачувао више од четири хиљаде писама кнеза Милоша и кнеза Михаила Обреновића, или њима упућених, која се данас налазе у Универзитетској библиотеци „Светозар Марковић” у Београду.
- Прва страна витешке дипломе Франца Јозефа I (аустријског цара 1848-1916). На документу је печат „Архива Јоце Вујића у Сенти".
- Друга страна исте дипломе, уручене пуковнику Џорџу Лемајићу (Georg Lemaic) за достигнућа у окупацији Босне 1878.
- Трећа страна, где се види одликовање титулом von Pasan-Brdo
- Спољашњи изглед дипломе која се налазила у Архиви Јоце Вујића

### Галерија слика
Јоца Вујић је, као велики љубитељ уметности и слика, био усредсређен и на прикупљање слика старих српских сликара из Војводине. Најинтензивније је сакупљао слике у периоду од 1912. до 1932. године, а његова галерија бројала је око 400 слика. Заступљени су били сви значајни сликари 19. века, међу којима и Теодор Илић Чешљар, Димитрије Аврамовић, Ђорђе Крстић, Новак Радонић, Павле Симић, Ђура Јакшић, Марко Мурат, Блах Буковац, Урош Предић, Теодор Крачун, Надежда Петровић, Христофор Жефаровић и многи други. Његовим залагањем спасене су многе слике Константина Данила, а 1924. године четрнаест слика откупио је у Грацу и донео их назад у домовину.
Више од 300 слика поклонио је Универзитету у Београду, које се данас налазе у Народном музеју, а Матици српској у Новом Саду за живота је поклонио 50 слика које су касније биле основа за отварање Галерије Матице српске.

## Заоставштина
Јоца Вујић је у неколико наврата за живота покушавао да своју богату музејску ризницу пренесе у Београд или Нови Сад и формира значајну институцију, у засебној згради односно кући коју би сам прибавио, али је у тим плановима више пута био спречен тадашњом политиком и аграрним законима, који такав подухват појединца у то време нису дозвољавали. Његови предлози, вођени жељом да благо које је сакупио завешта свом народу и учини га јавно доступним, били су дочекани са неприхватљивим условима или одбијани, те се никада нису остварили.

### Библиотека и архива Јоце Вујића у Универзитетској библиотеци „Светозар Марковић”
Након читавих година неуспешних преговора, Јоца Вујић одлучио је крајем 1931. године да своју целокупну библиотеку и збирку архивске грађе, изузев предмета за које је сматрао да нису били значајни за српску науку и оних које је желео да задржи у Сенти, завешта Универзитетској библиотеци „Светозар Марковић”. То је и учинио путем тестамента, а библиотека и архива пренесене су у Београд крајем 1932. године. Вујићева збирка до данас представља најзначајнију збирку архивске грађе у Библиотеци, али се упркос вредности ретко користи у научним истраживањима.
До Другог светског рата библиотека се чувала, под његовим именом, у посебном одељењу, да би касније била пребачена у општи магацин. У мају 2012. Библиотека Јоце Вујића је поново враћена у засебну просторију Универзитетске библиотеке.

### Збирка Јоце Вујића у Удружењу „Адлигат”
Збирку Јоце Вујића у Удружењу за културу, уметност и међународну сарадњу „Адлигат” у Београду основао је Јоцин унук Василије Винце Вујић са својом супругом Тањом Крагујевић, а део је породичног легата Тање Крагујевић и Василија Винце Вујића. Удружењу је поклоњен велики број значајних предмета који су претходно били део Музеја Јоце Вујића, укључујући појас принцезе Ксеније Петровић Његош, затим оружје које је коришћено у Првом српском устанку, разни документи из личне архиве Јоце Вујића, попут указа о одликовањима и друго. У збирци су и два златна печатна прстена са иницијалима Јоце Вујића. Један прстен, поред иницијала, садржи и симбол правде, а други је прстен са златним оквиром и рубинском плочицом.
- Збирка Јоце Вујића у Удружењу „Адлигат"; са леве стране повеље о додељеним орденима Јоци Вујићу, са печатом његове архиве.
- Повеља о одликовању Јоце Вујића, Краљевским орденом Св. Саве трећег реда, 1928.
- Повеља о одликовању Краљевским орденом Белог Орла г. Јоце Вујића 1929. године
- Златни печатни прстенови Јоце Вујића са његовим иницијалима
- Сребрни филигрански појас из 19. века, принцезе Ксеније Петровић Његош
- Писма Јоце Вујића
- Писмо Уроша Предића упућено Јоци 1932. године, прва страница
- Писмо Уроша Предића, друга и трећа страница
- Јоцине наочаре које је носио док га је портретисао Предић
- Део Збирке у Удружењу, још једне Јоцине наочаре